# Robyn Ah Mow-Santos
Robyn Ah Mow-Santos (ur. 15 września 1975 w Honolulu) – amerykańska siatkarka, reprezentantka kraju. Obecnie występuje w szwajcarskim VBC Volèro Zurych. Gra na pozycji rozgrywającej. W kadrze narodowej zadebiutowała w 1999 roku. Mierzy 172 cm.
Największy sukces z reprezentacją odniosła w 2008 roku, zdobywając wicemnistrzostwo Olimpijskie.